# Baronia de Sant Joan de Pladecorts

Armes de la baronia

La Baronia de Sant Joan de Pladecorts era una baronia del Comtat de Rosselló, relacionada amb el poble de Sant Joan de Pladecorts, situat a la comarca del Vallespir. Tot i existir des d'època medieval, fou el 1512 que Francesc Pagès i des Voló en prengué possessió, tot i que son pare, Galderic - Climent Pagès i Cases ja era qualificat com a senyor de Sant Joan de Pladecorts en el seus capítols matrimonials l'1 d'abril del 1474.
Els senyors, després barons, de Sant Joan de Pladecorts foren, per ordre cronològic:
1. Francesc Pagès i des Voló (? - 1526), senyor de Sant Joan de Pladecorts
2. Galderic Pagès i d'Oms (? - testament el 1549), fill de l'anterior, senyor de Sant Joan de Pladecorts
3. Joan-Francesc Pagès i d'Oms (? - testament el 1587), fill de l'anterior, senyor de Sant Joan de Pladecorts
4. Galderic Pagès i de Gleu (1580 - testament el 1626), fill de l'anterior, senyor de Sant Joan de Pladecorts i de Sant Esteve del Monestir
5. Josep Pagès i de Vallgornera (? - testament el 1659), fill de l'anterior, senyor de Sant Joan de Pladecorts
6. Josep Pagès i del Viver (1635 - abans del 1685), fill de l'anterior, senyor de Sant Joan de Pladecorts
7. Josep de Pagès i de Vilanova (Perpinyà, 1674 - testament el 1742), fill de l'anterior, baró de Sant Joan de Pladecorts i senyor de Vivers, Montbran i Argelers, senyor comanador de Pujols i de la Vall
8. Antoni de Pagès i de Copons (Perpinyà, 1703 - 1777), fill de l'anterior, baró de Sant Joan de Pladecorts i senyor de Pujols i de Sant Martí de Montbran
9. Miquel de Pagès i de Copons (Perpinyà, 1714 - Sant Joan de Pladecorts, 1786), germà de l'anterior, baró de Sant Joan de Pladecorts i senyor de Pujols i de Sant Martí de Montbran.
10. Els descendents de l'anterior ja no consten com a barons o senyors de Sant Joan de Pladecorts: en foren desposseïts per la Revolució Francesa.